# 沙河镇 (南江县)
沙河镇，是中华人民共和国四川省巴中市南江县下辖的一个乡镇级行政单位。2019年12月，撤销乐坝镇，将其所属行政区域划归沙河镇管辖。

## 行政区划
沙河镇下辖以下地区：
沙河社区、洛坪社区、天桥村、将营村、红旗村、洛坪村、中心村、五郎村、中岭村、建新村、星光村、上营村、联盟村、红光村、金星村、石岭村和九青村。